# At-Tuwani
At-Tuwani (in arabo ﺍﻟﻃﻮﺍﻧﻲ o ﺍﻟتوانة‎?) è un villaggio palestinese nelle colline a Sud di Hebron, nell'Area C (controllo civile e militare israeliano) dei territori palestinesi occupati della Cisgiordania. Il paese si trova pochi chilometri a sud-est della città di Yatta.

## Storia
Nelle vicinanze si trovano l'insediamento israeliano di Ma'on (costruito a partire dal 1981), e l'avamposto di Havat Ma'on, costruito a 500 metri da At-Tuwani, e formalmente illegale non solo per il Diritto Internazionale delle Nazioni Unite, ma anche per la stessa legge israeliana.
Gli abitanti di At-Tuwani sono in gran parte pastori ed agricoltori e vengono spesso attaccati dai coloni estremisti del movimento dei nazional-religiosi. Gli stessi bambini palestinesi che si recano alla scuola di At-Tuwani sono soggetti alle violenze dei coloni israeliani. Nel 2004, dopo che un gruppo delle organizzazioni internazionali Christian Peacemaker Teams e Operazione Colomba, che aveva iniziato a scortare i bambini palestinesi, fu ferito vicino all'avamposto Ma'on Ranch, fu istituita una scorta armata dell'esercito israeliano per i bambini dei vicini villaggi di Tuba e Maghaeyr Al Abeed che si recavano ad At-Tuwani. Comunque le scorte non funzionavano bene: a volte i soldati arrivavano troppo tardi e a volte non arrivavano. Spesso, il gruppo fu attaccato in presenza dei soldati. Nel 2008 i coloni israeliani eressero un cancello automatico a 300 metri dall'allevamento di polli dove si trovava il punto di incontro. L'esercito israeliano non protesse più i bambini palestinesi oltre il cancello argomentando che i loro fuoristrada non potevano oltrepassarlo, ma venne fuori che lo potevano fare nel caso volessero agire contro i palestinesi.
Nel 2014, si può osservare ancora violenza sistematica contro i Palestinesi e gli osservatori dei diritti umani nella zona.
Nonostante le violenze che la popolazione locale subisce da anni, la comunità di At-Tuwani e dei villaggi vicini è attiva in azioni non-violente per la fine dell'occupazione militare israeliana.
Nel 2010 il villaggio era privo di acqua corrente. Dopo che l'Associazione per i Diritti Civili in Israele e l'associazione Bimkom si erano unite agli abitanti per una petizione, i parlamentari israeliani Haim Oron (del partito Meretz) e Dov Khenin (del partito Hadash) si impegnarono nella richiesta al Ministero della difesa per collegare il villaggio all'acqua corrente: due mesi dopo, a luglio 2010, l'amministrazione civile annunciò che il villaggio sarebbe stato collegato. A maggio 2011 era presente un collegamento alla rete idrica all'entrata del villaggio. Ad agosto 2010 At-Tuwani fu collegato alla rete elettrica.
La scuola, la moschea e alcune case sono soggette ad ordine di demolizione da parte delle autorità israeliane che controllano la zona. Il 2 aprile 2014, l'esercito israeliano e alcuni ufficiali dell'Ufficio di Coordinazione della Polizia di Frontiera e Distretto demolirono sei edifici di cemento ad At-Tuwani. Il 2 marzo 2014, gli ufficiali e l'esercito avevano bloccato la costruzione di un nuovo asilo nel villaggio, confiscando i materiali da costruzione.